# Marquise Copeland
Marquise Copeland (Cleveland, 9 maggio 1997) è un giocatore di football americano statunitense che milita nel ruolo di defensive tackle per i Los Angeles Rams della National Football League (NFL).

## Carriera

### Los Angeles Rams
Copeland firmò con i Los Angeles Rams dopo non essere stato scelto nel Draft NFL 2019. Fu svincolato il 31 agosto 2019, e rifirmò con la squadra di allenamento il giorno successivo.
Copeland firmò un nuovo contratto con i Rams il 9 gennaio 2020. Fu svincolato il 5 settembre 2020, e rifirmò con la squadra di allenamento il giorno successivo. Fu promosso nel roster attivo il 12 settembre per la gara della settimana 1 contro i Dallas Cowboys, facendo ritorno nella squadra di allenamento dopo la partita. Il 18 gennaio 2021, Copeland firmò un nuovo contratto con i Rams.
Il 31 agosto 2021, Copeland fu svincolato e rifirmò con la squadra di allenamento il giorno successivo. Fu promosso nel roster attivo il 26 novembre. Il 13 febbraio 2022 scese in campo da subentrato nel Super Bowl LVI, vinto contro i Cincinnati Bengals per 23-20.

## Palmarès
- Super Bowl : 1

Los Angeles Rams: LVI
- National Football Conference Championship: 1

Los Angeles Rams: 2021